# سرجیو مانوئل
سرجیو مانوئل (به پرتغالی: Sérgio Manoel Júnior) هافبک اهل برزیل است که در شهر سانتوس و در تاریخ ۲ مارس ۱۹۷۲ به دنیا آمده‌است.
سرجیو مانوئل در تیم‌های فوتبال سانتوس، Fluminense، سانتوس، Botafogo، باشگاه فوتبال سرزو اوساکا، Grêmio، Botafogo، کروزیرو، کوریتیبا، América-RJ، Portuguesa، Madureira، Figueirense، Independiente، Marília، Figueirense، Volta Redonda، Botafogo، Náutico، Volta Redonda، Ceilândia، Ceará، Bacabal، Bragantino، Botafogo-DF سابقهٔ حضور دارد.